# Sundsjön (Sundsjö socken, Jämtland)
Sundsjön är en sjö i Bräcke kommun i Jämtland och ingår i Ljungans huvudavrinningsområde. Sjön är 35 meter djup, har en yta på 8,57 kvadratkilometer och befinner sig 303,9 meter över havet. Sjön avvattnas av vattendraget Sörviksån.

## Delavrinningsområde
Sundsjön ingår i det delavrinningsområde (698719-146479) som SMHI kallar för Utloppet av Sundsjön. Medelhöjden är 342 meter över havet och ytan är 38,82 kvadratkilometer. Räknas de 3 avrinningsområdena uppströms in blir den ackumulerade arean 58,9 kvadratkilometer. Sörviksån som avvattnar avrinningsområdet har biflödesordning 3, vilket innebär att vattnet flödar genom totalt 3 vattendrag innan det når havet efter 210 kilometer. Avrinningsområdet består mestadels av skog (59 procent). Avrinningsområdet har 8,86 kvadratkilometer vattenytor vilket ger det en sjöprocent på 22,8 procent.